# シライテック
株式会社シライテック（英称：SHIRAI TECH,LIMITED）は精密機械器具メーカー。製造から販売を手がける。1960（昭和35年）に白井鉄工所として発足。本社は大阪府東大阪市。

## 沿革
| 1960年6月  | 大阪市東大阪市衣摺1245番地に白井鉄工所を創業 |
|            | |
| 1962年7月  | 株式会社白井鉄工所に改称 |
|            | |
| 1964年10月 | 新工場完成に伴い現在地に移り、産業用設備機械と小型工作機の製造販売を開始 |
|            | |
| 1967年3月  | 日本板硝子からガラス製造機械装置の発注を受け、ガラス関連加工機の設計製作を開始 |
|            | |
| 1974年9月  | 自動クロス切断機1号機を開発 |
|            | |
| 1975年4月  | 自動クロス切断機のシリーズ化を行い本格的量産体制に入る。両軸研磨機、自動車用変形研磨機、穴明け機、洗浄機と開発が進み一連の加工機ラインアップが出来上がる。 |
|            | |
| 1981年5月  | 数値制御自動切断機STC150115を完成 |
|            | |
| 1982年9月  | 業界に先駆け世界初のコンピューター搭載の対話式自動演算取り合わせ機能と自動ワイヤ線張り分けができるNC切断機を完成 |
|            | |
| 1986年10月 | 工場拡大により新工場完成その後毎年新機種開発に着手自動車用ウインドウガラス加工機、LCD薄板切断・研磨・洗浄・自動採板システム、顕微鏡用スライドガラス生産設備、ウオータージェット切断機、素板自動供給装置付切断システム、複層ガラス生産設備などの全自動機を順次開発 |
|            | |
| 1996年     | 35年にわたり蓄積された板ガラス高度加工のノウハウと最新の技術を織り込み、電子基板用ガラス分野に各種加工機メーカーとして参入 |
|            | |
| 1999年5月  | CF用電子基板用ガラス断裁加工において世界最速システム完成 |
|            | |
| 2000年9月  | 電子基板用ガラス加工機事業の拡大に伴い、本社工場機能を拡充し、隣接地に工場を新築 |
|            | |
| 2002年2月  | 株式会社白井鉄工所から株式会社シライテックに社名変更 |
|            | |
| 2002年6月  | PDP背面、前面板縦型切断・分断・R面取り装置完成 |
|            | |
| 2003年10月 | G-5セルパネル用無反転切断装置完成 |
|            | |
| 2003年12月 | G-5デンスアンパックガラス投入システム、両面フィルム剥がし装置併用のコンベヤー等完成 |